# Vincent Coulibaly
Vincent Coulibaly (Kéniéran, 16 marzo 1953) è un arcivescovo cattolico guineano, dal 6 maggio 2003 arcivescovo metropolita di Conakry.

## Biografia

### Formazione e ministero sacerdotale
Dopo aver frequentato dapprima il seminario di Kindia nel 1969 e successivamente quello di Burkina Faso nel 1974, il 9 maggio 1981 è stato ordinato presbitero dal cardinale Robert Sarah.
Successivamente ha ricoperto il ruolo di docente presso il locale collegio maschile Giovanni XXIII.
Nel 1989 è stato nominato formatore presso il seminario Jean-XXIII di Kindia e l'anno successivo direttore dello stesso seminario.

### Ministero episcopale
Il 17 novembre 1993 papa Giovanni Paolo II lo ha nominato vescovo di Kankan. Ha ricevuto l'ordinazione episcopale nella cattedrale di Kankan il 12 febbraio 1994 dal cardinale Robert Sarah, co-consacranti il vescovo di Ségou Mori Julien-Marie Sidibé e dal vescovo di N'Zérékoré Philippe Kourouma.
Il 17 marzo 2001 è stato nominato membro del Pontificio consiglio per il dialogo interreligioso.
Il 6 maggio 2003 lo stesso papa Giovanni Paolo II lo ha promosso arcivescovo di Conakry.
Da dicembre 2007 a gennaio 2013 ha ricoperto il ruolo di presidente della Conferenza Episcopale della Guinea.
Nel 2015 ha partecipato come membro alla XIV assemblea generale ordinaria del sinodo dei vescovi.

## Genealogia episcopale
La genealogia episcopale è:
- Cardinale Scipione Rebiba
- Cardinale Giulio Antonio Santori
- Cardinale Girolamo Bernerio, O.P.
- Arcivescovo Galeazzo Sanvitale
- Cardinale Ludovico Ludovisi
- Cardinale Luigi Caetani
- Cardinale Ulderico Carpegna
- Cardinale Paluzzo Paluzzi Altieri degli Albertoni
- Papa Benedetto XIII
- Papa Benedetto XIV
- Papa Clemente XIII
- Cardinale Marcantonio Colonna
- Cardinale Giacinto Sigismondo Gerdil, B.
- Cardinale Giulio Maria della Somaglia
- Cardinale Carlo Odescalchi, S.I.
- Cardinale Costantino Patrizi Naro
- Cardinale Lucido Maria Parocchi
- Papa Pio X
- Cardinale Gaetano De Lai
- Cardinale Raffaele Carlo Rossi, O.C.D.
- Cardinale Amleto Giovanni Cicognani
- Cardinale Giovanni Benelli
- Cardinale Robert Sarah
- Arcivescovo Vincent Coulibaly